# عبيد عباس
عبيد عباس (ولد في 16 أكتوبر 1976) شاعر فصحى وكاتب مسرحي وقاص مصري، حصل على جائزة الشارقة للإبداع العربي في مجال المسرح سنة 2009، وجائزة البردة العالمية سنة 2012، وجائزة الدولة القطرية سنة 2013، وجائزة دبي الثقافية في المسرح سنة 2013، وجائزة الشارقة للإبداع العربي في القصة القصيرة سنة 2016.

## سيرة موجزة
ولد عبيد عباس عبيد علي في قرية أبو مناع بحري بمركز دشنا في محافظة قنا في 16 أكتوبر 1976، وحصل على ليسانس الآداب والتربية من قسم اللغة الإنجليزية بكلية تربية جامعة جنوب الوادي بقنا سنة 1999، ثم استقر بمدينة قنا ـ عاصمة المحافظة ـ بعد تخرجه، ليعمل معلمًا للغة الإنجليزية، وله أعمال منشورة في كتب وفي صحف مصرية وعربية ومشاركات في محافل أدبية مصرية وعربية.

## المؤلفات

### شعر
- الخروج عن النص (مجموعة شعرية)، الهيئة العامة لقصور الثقافة، مصر (2007)[1]
- ربما يوما أقابلكم ولا ألقى السلام (مجموعة شعرية)، دار وعد (2008)[1]
- الشارع لم يزل يفوح منه الحزن والحنين (مجموعة شعرية)، مؤسسة أخبار اليوم، مصر (2010)[1]
- حلم طفولي (ديوان شعر للأطفال)، وزارة الثقافة والتراث، قطر (2013)
- على ظهر دراجة في الهواء (مجموعة شعرية)، دائرة الثقافة والإعلام، الشارقة (2019)
- عن موت سائق الدراجة (مجموعة شعرية)، الهيئة المصرية العامة للكتاب (2022)[3][4]

### مسرح شعري
- أمير الصعاليك (مسرحية شعرية)، دائرة الثقافة والإعلام،الشارقة (2009)

### قصة قصيرة
- حذاء فان جوخ القديم (مجموعة قصصية)، عن دائرة الثقافة والإعلام، الشارقة (2016)

### كتب مشتركة
- ديوان مشترك لثلاثين شاعرًا مصريًا عن ملتقى الشارقة للشعراء الشباب (2010)

### أعمال مترجمة
- ديوان When the Nile Sings (ديوان مشترك لخمسين شاعرًا مصريًا مترجم إلى الإنجليزية) (2010)

## الجوائز
- جائزة الشارقة للإبداع العربى في المسرح (المركز الأول) (2009).[1][5]
- جائزة هيئة قصور الثقافة المصرية في الشعر (2009).[1]
- جائزة كتاب اليوم في الشعر (2010) عن ديوان «الشارع».[1]
- كُرِّم في ملتقى الشارقة الأول للشعراء الشباب العرب (2010).[1][6]
- جائزة فلسطين للإبداع الثقافى (2012)
- جائزة الدولة القطرية (2013).
- جائزة دبى الثقافية في المسرح (2013).[7]
- جائزة الشارقة للإبداع العربي في القصة القصيرة عن مجموعة «حذاء فان جوخ القديم» (2016).[8]
- جائزة شعر الفصحى ضمن جوائز معرض القاهرة الدولي للكتاب لعام 2022 عن ديوان «عن موت سائق الدراجة».[3][9][10]

## وصلات خارجية
- صفحة الشاعر على موقع القصيدة.كوم
- صفحة الشاعر على موقع التبراة